# Lucie Leišová
Lucie Leišová (* 26. října 1995 Příbram) je česká dálková a zimní plavkyně, přemožitelka Gibraltarského průlivu.

## Sportovní kariéra
Leišová v roce 2014 přeplavala Gibraltarskou úžinu. Její pokus byl 25 km dlouhý a trval celkem 6 hodin a 40 minut. Stala se čtvrtou Češkou, které se přeplavba povedla.
V létě roku 2015 uvedla svůj charitativní projekt „Vltava 2015“, během něhož za deset dní uplavala v řece Vltavě trať z Českých Budějovic do Prahy měřící 180 kilometrů. Spolu s tím v kooperaci s nadací Konto Bariéry vybírala finanční prostředky pro paraplegiky. V témže roce též jako jediná zvládla a tudíž získala 1. místo na 40 km trase v rámci akce 24H plavání Jaroměř 2015.
V letech 2015 až 2016 získala 5 x 1. místo v závodech Českého poháru zimního plavání v kategorii žen (různé trasy a styly) a je vicemistryně ČR roku 2016 na 750 m prsa v zimním plavání.
Na mistrovství světa v dálkovém plavání konaném během března 2016 v ruském Tyumenu získala bronzovou medaili na trati 450 m s časem 7:03,53. Voda měla teplotu -0.5°C.
V polovině června roku 2016 převzala z rukou tehdejšího ministra obrany Martina Stropnického ocenění za reprezentaci České republiky v zimním plavání.
V roce 2023 přeplavala Ženevské jezero z Lausanne do Évian-les-Bains (13 km) s nejrychlejším časem v kategorii ženy bez neoprenu a v roce 2024 přeplavala Bodamské jezero z Friedrichshafen do Romanshorn (12 km) s 13. nejlepším časem od začátku závodu v kategorii ženy/muži bez neoprenu.

## Vzdělání a činnost mimo sport
Lucie patří ke členům Mensy ČR. Absolvovala osmileté gymnázium v Příbrami a bakalářské studium oboru Politologie a mezinárodní vztahy na Fakultě sociálních věd UK v Praze.
V roce 2014 se setkala se s britským princem Edwardem a vystoupila rovněž v Show Jana Krause.
V roce 2015 založila pod hlavičkou SenSen projekt Přeplavme svůj La Manche na podporu plavání seniorů. Projekt v roce 2025 odstartuje již 11. ročník.
Během krajských voleb konaných v roce 2016 se Leišová neúspěšně pokoušela na kandidátce Starostů a nezávislých dostat do zastupitelstva Středočeského kraje. Týž rok byla nominována mezi členy Komise pro mládež, tělovýchovu a sport města Příbrami.
V roce 2016 byla stážistkou v Evropském parlamentu, ve kterém následně v letech 2017 až 2020 pracovala jako asistentka pro českého europoslance Luďka Niedermayera.
V roce 2022 se stala poradkyní českého senátora Václava Lásky a v roce 2024 tajemnicí senátorského klubu SEN 21 a Pirátů.
Je autorkou knihy nazvané Proti proudu vydané roku 2017.

## Dílo
- LEIŠOVÁ, Lucie. Proti proudu. Týn nad Vltavou: Nová Forma, 2017. 147 s. ISBN 978-80-7453-879-7.